# Paula Gales
Paula Gales (Flores, Buenos Aires, Argentina; 12 de febrero de 1942) es una actriz y cantante de tango argentina.

## Carrera
Paula Gales se inició en el ambiente artístico en la década del '60 como cancionista. Nacida en la ciudad de Buenos Aires, hija de un matrimonio conformado por Ángel y Manuela Teresa Albarracín de Veron, fue la hermana menor del actor y posteriormente mánager, Juanito Belmonte, quien la ayudó enormemente en su carrera.
En la pantalla grande compartió escenas con primeras estrellas de la escena nacional como Floren Delbene, Zulma Faiad, Violeta Rivas, Alberto Argibay, Jorge Marchesini, Rodolfo Bebán, Susana Campos, Osvaldo Miranda y Beba Bidart. Muchos de sus tangos se ven en algunas de sus filmografías como los temas Sospechita, de Chico Novarro, y Sensación.
En 1966 fue convocada por el sello Fermata, para participar en la obra cumbre de su dueño, Ben Molar, el disco larga duración Catorce Para el Tango, con arreglo y dirección de Alberto Di Paulo.En 1978 grabó bajo el Sello RCA Víctor, Voces femeninas : Vol. 2 1927/62, en la que se incluyen otras intérpretes como Tita Merello, Sabina Olmos, Libertad Lamarque, Virginia Luque, Carmen Duval, Susy Leiva y Carmen del Moral.
En Radio Belgrano actuó con el acompañamiento de la orquesta estable de la emisora, dirigida por Domingo Marafiotti y Leopoldo Federico.
A partir de 1970, realizó una serie de importantes giras entre las cuales se destaca la de Europa, en especial, en sus presentaciones en España e Italia, donde obtuvo un resonante éxito en el Teatro Regio de Turín.

## Filmografía
- 1964: Los ratones (inédita).[4]
- 1965: Los hipócritas.
- 1966: Las locas del conventillo (María y la otra).
- 1966: Escala musical.
- 1967: Mi secretaria está loca... loca... loca.
- 1969: Los muchachos de antes no usaban gomina, dirigida por Enrique Carreras.

## Televisión
- 1963: El Show de Antonio Prieto, donde participaban también Néstor Fabián, Nelly Prince y el modelo y actor Juan José Camero.
- 1964: Copetín de Tango, con Julio Sosa.
- 1965: Casino Philips,
- 1966: El teatro de Alfredo Alcón.[5]
- 1966: Cabalgata de los Grandes del Tango, con Hugo del Carril.
- 1966: Los que nos esperan.
- 1967: Europa canta y baila.
- 1967:  Bienvenidos Sábados, conducido por Antonio Carrizo.
- 1968: Sábados Circulares, de Nicolás Mancera.
- 1968: Todo Nuestro, junto a Atahualpa Yupanqui, Eduardo Falú y Mercedes Sosa.
- 1969: Argentina musical.
- 1969: Grandes Valores del Tango, animado por Silvio Soldán.
- 1969: Festival Punta del Este de la canción.

## Teatro
- La Morocha de mi Barrio
- Una extraña pareja, con la compañía de Rodolfo Bebán junto a Palito Ortega, en el Teatro Astral.
- Tango en la Diagonal, con la dirección de su hermano Juanito Belmonte.[6]

## Temas interpretados
- Sospechita.
- Sensación.
- Nadie puede.